# Boisson lactée
Une boisson lactée est une boisson à base de lait.
Les boissons lactées présentent en moyenne une forte valeur nutritionnelle : 304 kj / 100 g ou 69 kcal / 100 g.

## Types
Il existe différents types de boissons lactées en fonction de l'origine du lait, son aromatisation ou sa préparation.

### Lait nature d'origine diverse
- Lait de vache
- Lait de chèvre
- Lait de brebis
- Lait de chamelle
- Lait de yak
- Lait d'élan
- Lait de jument ou d'ânesse

### Lait aromatisé
- Laits aromatisés[2]
- Boissons au lait et au jus de fruits[2] : Milk-shake
- Boissons lactées au café[2]

### Préparation à base de lait
- Boissons lactées fermentées
  - Koumis
  - Kéfir
  - Lait caillé
  - Yaourt liquide
- Boissons transformées
  - Rivella